# Zygotritonia nyassana
Zygotritonia nyassana là một loài thực vật có hoa trong họ Diên vĩ. Loài này được Mildbr. miêu tả khoa học đầu tiên năm 1923.